# Paul Prompt
Pour les articles homonymes, voir Prompt.
Paul Prompt (Craponne, 13 juin 1926 - Paris, 28 février 2017) était un résistant et avocat français, associé au PCF et à la CGT. 

## Biographie
Membre des Francs-tireurs et partisans à partir de 1943,, Paul Prompt est grièvement blessé lors d'une opération de la Milice et emprisonné jusqu'à la Libération de Lyon,. Pour son engagement, il sera fait chevalier de la Légion d'Honneur, décoré de la Médaille de la Résistance, de la Croix de guerre 1939-1945 et de la Croix du Combattant volontaire,. Paul Prompt suit des études de droit et devient avocat à Paris le 13 décembre 1950, s'investissant auprès d'anciens Résistants et de combattants algériens puis du Secours Populaire et de la CGT,,,. Il assura notamment la défense de Bernard Laroche, durant l'affaire Grégory,,,,.